# Joseph von Fölseis
Joseph von Fölseis (Wiener Neustadt, 1760 – Olomouc, 3 gennaio 1841) è stato un militare austriaco. In particolare fu attivo durante le guerre rivoluzionarie francesi e le guerre napoleoniche.

## Biografia
Nacque a Wiener Neustadt nel 1760. Entrò in servizio nel giugno 1776 come cadetto nel 12º reggimento di fanteria e, mentre combatteva nella guerra di successione bavarese, nel luglio 1778 divenne sottotenente Fino all’ottobre 1795, fu promosso capitano all’interno del reggimento. Si distinse per la prima volta nella battaglia di Stockach. Il 4 marzo 1801 fu promosso maggiore, il 1° dicembre 1805 tenente colonnello.
Il 16 febbraio 1809 divenne colonnello nel reggimento di fanteria Erzherzog Karl. Nella battaglia di Aspern-Essling, il 22 maggio, conquistò il villaggio di Essling, che il giorno prima era già stato preso più volte e poi abbandonato. Questa volta, lo mantenne saldamente per quattro ore, infliggendo gravi perdite al nemico. Durante questo periodo, le truppe del 4º corpo d’armata, divise in due colonne, poterono essere utilizzate in altri punti della linea di battaglia contro un nemico superiore in numero, contribuendo così in modo decisivo alla vittoria complessiva. Qualche tempo dopo, il 24 ottobre di quello stesso anno, Fölseis ricevette il titolo di Cavaliere dell’Ordine Militare di Maria Teresa per il valore dimostrato nel corso dello scontro.
Nel 1813, dopo essere stato promosso a maggior generale il 6 agosto, fu aggregato all'interno dell'armata austriaca destinata a combattere le forze napoleoniche in Italia. La sua divisione fu lasciata libera di muoversi tra la valle della Drava e quella della Sava. Riuscì, in questo modo, a sconfiggere i francesi in un'imboscata a Kaplja Vas, dove catturò il generale italiano Gaspare Bellotti. L'anno seguente fu prima impiegato nel blocco di Legnago e poi ebbe un ruolo minore nel corso della battaglia del Mincio. Durante i Cento giorni, fu posto al servizio del generale Frimont e inviato sul fronte di Lione a combattere l'armata di Suchet, posta a guardia delle Alpi. Riuscì a conquistare l'importante passo di Les Rousses tra Francia e Svizzera.
Il 13 dicembre 1818 fu nominato secondo colonnello proprietario, ovvero Inhaber, del 29º reggimento di fanteria Herzog von Nassau e dopo la morte del duca, ne divenne primo colonnello proprietario. L’8 febbraio 1825 fu promosso a tenente feldmaresciallo e comandante della fortezza di Olmütz, ruolo che mantenne sino al 1830, quando venne nominato consigliere privato imperiale. Dopo 54 anni di servizio, si ritirò, e morì a Olmütz all’età di 81 anni. 